# أبريل باركر جونز
أبريل باركر جونز (بالإنجليزية: April Parker Jones)‏ هي ممثلة أمريكية بدأت مسيرتها الفنية عام 2002.

## حياتها
ولدت باركر في دورهام، كارولينا الشمالية. والتحقت بجامعة نورث كارولينا سنترال قبل أن تنتقل إلى نيويورك.

## فيلموقرافي
| السنة     | العنوان                                        | الشخصية                    | ملاحظات                          |
| --------- | ---------------------------------------------- | -------------------------- | -------------------------------- |
| 2002      | جوي                                            | بايو                       |                                  |
| 2004      | Love Aquarium                                  | قايل                       | فيلم قصير                        |
| 2006      | CSI: Miami                                     | د. مدبي                    | حلقة: "Fade Out"                 |
| 2007      | الرجل العنكبوت 3                               | فني اختبار مواقع           |                                  |
| 2007      | غرفة الطوارئ (إي آر)                           | جوسي                       | حلقة: "300 مريض"                 |
| 2008      | الضياع (Lost)                                  | د. إيريكا ستيفنسون         | حلقة:"Something Nice Back Home"  |
| 2008      | نائم "Sleeping"                                | السيدة وينتر               | فيلم قصير                        |
| 2008      | الوحدة "The Unit"                              | المسؤولة قرين              | حلقة: "sex trade"و "The Conduit" |
| 2009      | اكذب علي (Lie to Me)                           | جوناس                      | حلقة:"A Perfect Score"           |
| 2011      | لدي القليل من الإيمان (Have a Little of Faith) | ويلما كوفينقتون            | فيلم تلفزيوني                    |
| 2012      | جنة (Heaven)                                   | هيفن (جنة)                 | فيلم قصير                        |
| 2014      | الأساطير (Legends)                             | العميلة الخاصة ديان كيتسون | حلقة: " الكيمياء "               |
| 2014-الآن | لو كان حبي لك خطأً                              |                            |                                  |
| 2015      | How to get away with murder                    | كلير بريس                  |                                  |
| 2016      | الكلاب الغاضبة (Mad Dogs)                      | باريس                      | حلقة:"Needles"                   |

## وصلات خارجية
- أبريل باركر جونز على موقع IMDb (الإنجليزية)
- أبريل باركر جونز على موقع ألو سيني (الفرنسية)
- أبريل باركر جونز على موقع قاعدة بيانات الفيلم (الإنجليزية)